# 두문택
두문택(杜汶澤, 1972년 6월 8일~, Chapman To Man Zaak)은 홍콩의 배우이다.

## 주요 이력
홍콩에서 출생하였으며 지난날 한때 중화인민공화국 광둥성 둥관에서 잠시 유아기를 보낸 적이 있는 그는 훗날 1995년 데뷔하였다. 2022년 2월 24일 중화민국에 이민생활 1년만에 중화민국 시민권을 얻어내 정식으로 귀화를 했다.

## 영화
- 《흑도풍운》(2002)
- 《무간도》(2002) - 아강 역
- 《무간도 II: 혼돈의 시대》(2003) - 아강 역
- 《천방지축》(2003)
- 《절종철금강》(2003)
- 《무간도 3》(2004) - 아강 역
- 《정장추녀자》(2004)
- 《이니셜D》(2005) - 아무 역
- 《G 어페어》(2018)